# Juncus macrophyllus
Juncus macrophyllus là một loài thực vật có hoa trong họ Juncaceae. Loài này được Coville mô tả khoa học đầu tiên năm 1902.